# ريجنالد ريتشاردسون
ريجنالد ريتشاردسون (بالإنجليزية: Reginald Richardson)‏ (6 أكتوبر 1922 في أستراليا - 2 يوليو 2003) هو لاعب كريكت أسترالي. لعب مع فريق تسمانيا للكريكت.

## وصلات خارجية
- ريجنالد ريتشاردسون على موقع إي آس بي آن كريك إنفو (الإنجليزية)